# Saint-Michel-de-Livet
Saint-Michel-de-Livet ist eine ehemalige französische Gemeinde mit 185 Einwohnern (Stand: 1. Januar 2013), den Saint-Michelois, im Département Calvados in der Region Normandie.
Am 1. Januar 2016 wurde Saint-Michel-de-Livet im Zuge einer Gebietsreform zusammen mit 21 benachbarten Gemeinden als Ortsteil in die neue Gemeinde Livarot-Pays-d’Auge eingegliedert.

## Geografie
Saint-Michel-de-Livet liegt im Pays d’Auge. Rund 17,5 Kilometer nordnordöstlich des Ortes befindet sich Lisieux. Die Vie bildet die Ostgrenze Saint-Michel-de-Livets.

## Bevölkerungsentwicklung
| Jahr                             | 1793 | 1836 | 1876 | 1926 | 1946 | 1975 | 1990 | 2013 |
| Einwohner                        | 208  | 307  | 266  | 220  | 258  | 162  | 131  | 185  |
| Quelle: Cassini, EHESS und INSEE |      |      |      |      |      |      |      |      |

## Sehenswürdigkeiten
- Kirche Saint-Michel aus dem 13. Jahrhundert, seit 1975 Monument historique;[3] eine Kanzel und mehrere Skulpturen im Inneren sind seit 1983 ebenfalls als Monument historique klassifiziert[4][5][6]
- Herrenhaus aus dem 15. Jahrhundert, seit 2003 Monument historique[7]
- Schloss aus dem 19. Jahrhundert